# Villa Jovene
Die Villa Jovene ist ein Landhaus aus den 1900er-Jahren im Viertel Bagnoli von Neapel in der italienischen Region Kampanien. Sie liegt in der Discesa Coroglio, 40.

## Geschichte und Beschreibung
Das Gebäude wurde in den Jahren 1901–1903 vom Architekten Franz di Lella für den Rechtsanwalt Francesco Jovene projektiert.
Die Architektur vereint, wie bei nur wenigen Gebäuden in der Stadt, Elemente des Jugendstils mit denen des bürgerlichen Geschmacks und der Eklektik.